# Leonid Akulinin
Leonid Ihorovyč Akulinin (ukrajinsky Леонід Ігорович Акулінін; * 7. března 1993, Doněck) je ukrajinský fotbalový útočník a bývalý mládežnický reprezentant, od roku 2015 působí v klubu Bohemians Praha 1905.

## Klubová kariéra
Na Ukrajině působil nejprve v klubu FK Olimpik Doněck (v mládeži), poté hrál za rezervu FK Šachtar Doněck. V roce 2013 hostoval v FK Hoverla Užhorod.
V létě 2015 přestoupil jako volný hráč (zadarmo) do českého klubu Bohemians Praha 1905, kde podepsal smlouvu na dva a půl roku.
V 1. české lize debutoval v dresu Bohemky 26. července 2015 v prvním ligovém kole proti FC Fastav Zlín (prohra 0:1).

## Reprezentační kariéra
Má na svém kontě starty za ukrajinské reprezentace U16 a U21.